# Podvýbor Evropského parlamentu pro bezpečnost a obranu
Podvýbor pro bezpečnost a obranu (SEDE) je podvýborem Výboru pro zahraniční věci Evropského parlamentu. Zodpovídá za evropskou bezpečnostní a obrannou politiku, jakož i za rozvoj vztahů se strategickými partnery a třetími zeměmi. Během volebního období devátého Evropského parlamentu (2019–2024) má výbor 30 členů a předsedá mu Nathalie Loiseauová z Francie.

## Členové
K 25. červenci 2023 má podvýbor 30 členů:
| Člen/ka                                 | Skupina | Skupina                 | Stát      |
| --------------------------------------- | ------- | ----------------------- | --------- |
| Nathalie Loiseauová (předsedkyně)       |         | Renew (RE)              | Francie   |
| Nikos Papandreou (místopředseda)        |         | S&D (KINAL)             | Řecko     |
| Rasa Juknevičienėová (místopředsedkyně) |         | EPP (TS–LKD)            | Litva     |
| Özlem Demirelová (místopředsedkyně)     |         | GUE/NGL (Die Linke)     | Německo   |
| Lukas Mandl (místopředseda)             |         | EPP (ÖVP)               | Rakousko  |
| Attila Ara-Kovács                       |         | S&D (DK)                | Maďarsko  |
| Petras Auštrevičius                     |         | Renew (LRLS)            | Litva     |
| Traian Băsescu                          |         | EPP (PMP)               | Bulharsko |
| Hynek Blaško                            |         | ID (SPD)                | Česko     |
| Fabio Massimo Castaldo                  |         | NI (M5S)                | Itálie    |
| Arnaud Danjean                          |         | EPP (LR)                | Francie   |
| Anna Fotygaová                          |         | ECR (PiS)               | Polsko    |
| Markéta Gregorová                       |         | Zelení/ESA (Piráti)     | Česko     |
| Maximilian Krah                         |         | ID (AfD)                | Německo   |
| Jean-Lin Lacapelle                      |         | ID (RN)                 | Francie   |
| Javi López                              |         | S&D (PSC)               | Španělsko |
| Claudiu Manda                           |         | S&D (PSD)               | Rumunsko  |
| Vangelis Meimarakis                     |         | EPP (ND)                | Řecko     |
| Sven Mikser                             |         | S&D (SKE)               | Estonsko  |
| Javier Nart                             |         | Renew (Nezávislý)       | Španělsko |
| Hannah Neumannová                       |         | Zelení/ESA (B’90/Grüne) | Německo   |
| Gheorghe-Vlad Nistor                    |         | EPP (PNL)               | Rumunsko  |
| Urmas Paet                              |         | Renew (Reformní)        | Estonsko  |
| Mounir Satouri                          |         | Zelení/ESA (EELV)       | Francie   |
| Radosław Sikorski                       |         | EPP (PO)                | Polsko    |
| Tom Vandenkendelaere                    |         | EPP (CD&V)              | Belgie    |
| Alexandr Vondra                         |         | ECR (ODS)               | Česko     |
| Mick Wallace                            |         | GUE/NGL (I4C)           | Irsko     |
| Witold Jan Waszczykowski                |         | ECR (PiS)               | Polsko    |
| Elena Yonchevaová                       |         | S&D (BSP)               | Bulharsko |

K 25. červenci 2023 má podvýbor 29 náhradníků:
| Náhradník/ice               | Skupina | Skupina             | Stát       |
| --------------------------- | ------- | ------------------- | ---------- |
| Mazaly Aguilarová           |         | ECR (Vox)           | Španělsko  |
| Alviina Alametsäová         |         | Zelení/ESA (VIHR)   | Finsko     |
| Anna Bonfriscová            |         | ID (Lega)           | Itálie     |
| Mercedes Bressová           |         | S&D (PD)            | Itálie     |
| Jerzy Buzek                 |         | EPP (PO)            | Polsko     |
| Clare Dalyová               |         | GUE/NGL (I4C)       | Irsko      |
| Filip De Man                |         | ID (VB)             | Belgie     |
| Michael Gahler              |         | EPP (CDU)           | Německo    |
| Raphaël Glucksmann          |         | S&D (PP)            | Francie    |
| Bart Groothuis              |         | Renew (VVD)         | Nizozemsko |
| Klemen Grošelj              |         | Renew (GS)          | Slovinsko  |
| Christophe Grudler          |         | Renew (MoDem)       | Francie    |
| Eero Heinäluoma             |         | S&D (SPD)           | Finsko     |
| Assita Kanková              |         | ECR (N-VA)          | Belgie     |
| Zdzisław Krasnodębski       |         | ECR (PiS)           | Polsko     |
| Miriam Lexmann              |         | EPP (KDH)           | Slovensko  |
| Antonio López-Istúriz White |         | EPP (PP)            | Španělsko  |
| David McAllister            |         | EPP (CDU)           | Německo    |
| Jaak Madison                |         | ID (EKRE)           | Estonsko   |
| Costas Mavrides             |         | S&D (DIKO)          | Kypr       |
| Dace Melbārdeová            |         | EPP (V)             | Lotyšsko   |
| Juozas Olekas               |         | S&D (LSDP)          | Litva      |
| Kostas Papadakis            |         | NI (KKE)            | Řecko      |
| Manu Pineda                 |         | GUE/NGL (IU)        | Španělsko  |
| Joachim Schuster            |         | S&D (SPD)           | Německo    |
| Dragoş Tudorach             |         | Renew (REPER)       | Rumunsko   |
| Thomas Waitz                |         | Zelení/ESA (Zelení) | Rakousko   |
| Theodoros Zagorakis         |         | EPP (ND)            | Řecko      |
| Željana Zovková             |         | EPP (HDZ)           | Chorvatsko |

## Předsedové
| Předseda/kyně | Předseda/kyně       | Začátek v úřadu   | Konec v úřadu | Skupina | Skupina | Stát    |
| ------------- | ------------------- | ----------------- | ------------- | ------- | ------- | ------- |
|               | Hans-Gert Pöttering | 1994              | 1999          |         | EPP     | Německo |
|               | Karl von Wogau      | 1999              | 2009          |         | EPP     | Německo |
|               | Arnaud Danjean      | 2009              | 2014          |         | EPP     | Francie |
|               | Anna Fotygaová      | 7. července 2014  | 2019          |         | ECR     | Polsko  |
|               | Nathalie Loiseauová | 10. července 2019 |               |         | Renew   | Francie |